# Becker (série télévisée)
Pour les articles homonymes, voir Becker.
Becker est une série télévisée américaine en 129 épisodes de 22 minutes, créée par Dave Hackel et a été diffusée entre le 2 novembre 1998 et le 28 janvier 2004 sur le réseau CBS et sur le réseau CTV au Canada.
En France, la série a été diffusée à partir du 5 septembre 1999 sur Série Club et rediffusée à partir du 4 février 2006 sur NT1 , depuis le 7 novembre 2023 sur Comedy Central, à noter que les saisons 4 à 6 n'ont été diffusées qu'à partir du 24 janvier 2024 avec un autre doublage pour la chaîne. Elle a été diffusée dans les année 2000 en Belgique sur RTL-TVI (seuls les 3 premières saisons étaient diffusées), mais reste inédite dans les autres pays francophones.

## Synopsis
John Becker est un médecin new yorkais que tout agace : ses patients, ses collègues, ses amis, le monde qui l'entoure... Cependant derrière ce comportement bourru, se cache un homme idéaliste et vulnérable, très attentif aux autres.

## Distribution

### Acteurs principaux
- Ted Danson (VF : Gérard Rinaldi) : Dr John Becker
- Hattie Winston (VF : Pascale Vital) : Margaret Wyborn
- Shawnee Smith (VF : Caroline Lallau) : Linda
- Alex Désert (VF : Thierry Buisson) : Jake Malinak
- Saverio Guerra (VF : Gérard Surugue) : Bob (récurrent saisons 1 et 2, principal 3 à 5)
- Terry Farrell (VF : Maïk Darah) : Regina « Reggie » Kostas (saisons 1 à 4)
- Nancy Travis : Chris Connor (invitée saison 4, principale 5 et 6)
- Jorge Garcia : Hector Lopez (saison 6)

### Acteurs récurrents
- Marvin Kaplan : Mr Gordon (saisons 1, 3 et 6, 4 épisodes)
- Frances Fisher (VF : Blanche Ravalec) : Dr Elizabeth « Liz » Carson (saison 2, 5 épisodes)
- Barbara Sharma (en) : Mrs Recinos (saisons 2 à 4, 5 épisodes)
- Molly Hagan (VF : Marine Jolivet) : Sara (saisons 3 et 4, 3 épisodes)

Version française
- Société de doublage : Studio SOFI[2]
  - Direction artistique : Gérard Surugue[2]
  - Adaptation des dialogues : Sophie Morizot, Pascale Loko[2]

Source VF : Doublage Séries Database

## Épisodes

### Première saison (1998-1999)
1. Becker a du cœur (Pilot)
2. Remise en question (Take These Pills and Shove ’Em)
3. Les Malheurs de Becker (Sex in the Inner City)
4. Le Grand Secret (Tell Me Lies)
5. Dîner avec Becker (My Dinner with Becker)
6. Face à l'inéluctable (Man Plans, God Laughs)
7. La Ville lumière (City Lights)
8. La Médecine parallèle (Physician, Heal Thyself)
9. Un choix délicat (Choose Me)
10. L'Émission de radio (P.C. World)
11. La Panne d'inspiration (Scriptus Interruptus)
12. La Saint-Valentin (Love! Lies! Bleeding!)
13. Becker père (Becker the Elder)
14. La Voix de Larry (Larry Spoke)
15. Amour et calomnie (Activate Your Choices)
16. Deux enfants sur les bras (Limits and Boundaries)
17. Tombé du camion (Partial Law)
18. Sauvez Harley Cohen (Saving Harvey Cohen)
19. Toute vérité n'est pas bonne à dire (Truth and Consequences)
20. L'Accident (Drive, They Said)
21. Jour de chance (Lucky Day)
22. À propos de Reggie (Regarding Reggie)

### Deuxième saison (1999-2000)
1. L'habit ne fait pas le moine (Point of Contact)
2. Une blonde en remplace une autre (Imm-Oral Fixations)
3. Tel est pris qui croyait prendre (Cyrano De-Beckerac)
4. Les Malheurs de Linda (Linda Quits)
5. Les copains sont de retour (My Boyfriend's Back)
6. Cap sur Buffalo (Shovel Off to Buffalo)
7. Révélation fatale (He Said, She Said)
8. La Balle perdue (Stumble in the Bronx)
9. Un mauvais voisinage (Hate Thy Neighbor)
10. Pour un cachet d'aspirine (Pain in the Aspirin)
11. Perdu de vue (Blind Curve)
12. Le Réveillon de Noël (Santa on Ice)
13. La Livraison (The Hypocratic Oath)
14. La Rumeur (The Rumor)
15. Thérapie de groupe (All The Rage)
16. Vieux bougon (Old Yeller)
17. Une soirée mémorable (The Roast That Ruined Them)
18. L'Appel mystère (For Whom the Toll Calls)
19. Le Porteur de mauvaises nouvelles (The Bearer of Bad Tidings)
20. Un juré difficile (One Angry Man)
21. Un jeu de cache-cache (Sight Unseen)
22. Les Voix du Seigneur (Crosstalk)
23. La Bague au doigt (Cooked)
24. Panique au sommet (Panic on the 86th)

### Troisième saison (2000-2001)
1. Vision fatale (The Film Critic)
2. Apparences trompeuses (SuperBob)
3. Au diable la routine (One Wong Move)
4. À chaque jour sa peine (What Indifference a Day Makes)
5. Personne ne m'aime (The Usual Suspects)
6. Retour vers le passé (The Wrong Man)
7. Drôle de morale (Beckerethics)
8. Journées sans tabac (Smoke 'Em If You Got 'Em)
9. Becker perd la boule (Dr. Angry Head)
10. Le Rêve de Margaret (Margaret's Dream)
11. Les Séducteurs (Heart Breaker)
12. La Boîte à Harry (The Trouble with Harry)
13. La Croisière (The Princess Cruise)
14. Un adorable poison (Pretty Poison)
15. La Remise des diplômes (2001 1/2: A Graduation Odyssey)
16. Une grand-mère qui décoiffe (Elder Hostile)
17. Le Permis de conduire (The Ugly Truth)
18. Je ne veux rien savoir (The More You Know)
19. Un filleul plutôt « gay » (You Say Gay Son, I Say Godson)
20. Émissions nocturnes (Nocturnal Omissions)
21. Le Professeur mentor (The TorMentor)
22. Superstitions (Small Wonder)
23. Dommage et intérêts (Sue You)
24. Le Procès (Trials and Defibrillations)

### Quatrième saison (2001-2002)
1. Psycho Therapy
2. Breakfast of Chumpions
3. Jake's Jaunt
4. Dog Days
5. Really Good Advice
6. Get Me Out of Here
7. Hanging with Jake
8. Dinner and a Showdown
9. The Buddy System
10. The Ghost of Christmas Presents
11. Another Tricky Day
12. The Ex-Files
13. Barter Sauce
14. V-Day
15. It Had to Be Ew
16. Let's Talk About Sex
17. Picture Imperfect
18. Talking Points
19. Too Much, Too Late
20. Piece Talks
21. Parannoyed
22. Missteaks
23. Much Ado About Nothing
24. Everybody Loves Becker

### Cinquième saison (2002-2003)
1. Someone's in the Kitchen with Reggie?
2. Do the Right Thing
3. L.A. Woman
4. And the Heartbeat Goes On
5. The Grand Gesture
6. The 100th
7. Papa Does Preach
8. Atlas Shirked
9. Blind Injustice
10. Chrismess
11. Once Upon a Time
12. Bad to the Bone
13. But I’ve Got Friends I Haven’t Used Yet
14. The Pain in the Neck
15. Nightmare on Becker Street
16. The Job
17. Thank You for Not Smoking
18. Amanda Moves Out
19. Ms Fortune
20. Mr and Ms Conception
21. Chris's Ex
22. Daytime Believer

### Sixième saison (2003-2004)
En mai 2003, la série est absente de la programmation d'automne du réseau CBS. Le 17 juin 2003, CBS renouvelle la série pour une dernière saison de treize épisodes dans la case du mercredi à l'automne, repoussant la nouvelle série The Stones (en) initialement prévue dans cette case, pour la mi-saison.
1. What’s Love Got To Do With It?
2. Dates & Nuts
3. A Little Ho-mance
4. Spontaneous Combustion
5. Afterglow
6. The Unbelievable Wrongness of Talking
7. Sister Spoils the Turkey
8. Chock Full ’O Nuts
9. A First Class Flight
10. Margaret Sings the Blues
11. Snow Means Snow
12. Subway Story
13. D.N.R.